# Optare Olympus
L'Optare Olympus, presentato nel 2006 come East Lancs Olympus e posto in vendita come Darwen Olympus tra il 2007 e il 2008 è un autobus a due piani costruito dalla Optare.
La Optare può costruirlo come autobus completo o può produrlo come allestimento su telaio Alexander Dennis Enviro400, Volvo B9TL o Scania N230UD/N270UD. Questo modello è la versione a due piani dell'Optare Esteem.

## East Lancs Olympus
L'Olympus venne presentato dalla East Lancashire Coachbuilders nel novembre del 2006. Il primo esemplare venne costruito su telaio Volvo B9TL per la Delaine Buses, e venne presentato all'Euro Bus Expo del 2006. La volontà era quella di presentare un modello dalle specifiche molto elevate realizzato per la Ham's di Flimwell, ma questo mezzo non era pronto al momento della mostra e quindi l'autobus non poté mostrare tutto il suo potenziale.
L'Olympus andò a sostituire l'Omnidekka, realizzato su telaio Scania, e poteva avere una lunghezza di 10,6 o di 11,9 m. Su telaio Volvo sostituì il Myllennium Vyking. Su telaio Alexander Dennis ha rimpiazzato il Myllennium Lolyne.
All'inizio di gennaio del 2007 la Reading Buses ha ordinato sei Olympus su telaio Scania per la London Bridge FastTrack che permette di parcheggiare l'auto e utilizzare il mezzo pubblico utilizzo nel quale sostituirà l'Optare Excels. Sono entrati in servizio con una livrea giallo-blu nel luglio del 2007.
A Londra alcuni operatori di autobus hanno acquistato l'Olympus con telaio Scania. La Transdev London e la Metroline utilizzano questi autobus sulla linea 148 e sulla linea 7. A causa di problemi con la nuova autorità Transport for London i condizionatori d'aria di alcuni autobus non hanno superato, per un grado, i test e questo ha ritardato la loro entrata in servizio.

## Darwen Olympus
La East Lancs nell'agosto del 2007 entrò in amministrazione controllata e venne acquistata dalla Darwen Group. Quindi l'allestimento cambiò nome e divenne il Darwen Olympus.
I primi autobus ad essera consegnati con il marchio Darwen furono quelli della Cardiff Bus uno dei quali venne esposto al Coach and Bus live del 2007 e quelli della Arriva Yorkshire.
La Reading Transport ha diversi esemplari con allestimento Darwen insieme ai pochi costruiti dalla East Lancs prima che la sua situazione economica peggiorasse.

## Optare Olympus
Successivamente la società venne riacquistata dalla Optare che acquisì il Darwen Group nel giugno del 2008. L'Olympus cambiò nuovamente nome e divenne l'Optare Olympus. La London General ha ordinato l'Olympus con il telaio Alexander Dennis Enviro400 al posto dello Scania che invece è stato scelto dalla Metroline e dalla Transdev London. La Metrobus ha trenta autobus su telaio Scania N230UD che utilizza sulle linee di Londra 54 e 75.
Nel 2009, la Optare che ha progettato un nuovo telaio per l'Optare Olympus

## Visionaire
Il Visionaire è la versione a tetto aperto dell'Olympus.